# Nototriche borussica
Nototriche borussica är en malvaväxtart som först beskrevs av Franz Julius Ferdinand Meyen, och fick sitt nu gällande namn av Arthur William Hill. Nototriche borussica ingår i släktet Nototriche och familjen malvaväxter. Inga underarter finns listade i Catalogue of Life.